# Berthelinella
Berthelinella es un género de foraminífero bentónico de la subfamilia Plectofrondiculariinae, de la familia Plectofrondiculariidae, de la superfamilia Nodosarioidea, del suborden Lagenina y del orden Lagenida. Su especie-tipo es Frondicularia paradoxa. Su rango cronoestratigráfico abarca desde el Rhaetiense (Triásico superior) hasta la Jurásico inferior.

## Discusión
Clasificaciones previas incluían Berthelinella en la familia Nodosariidae.

## Clasificación
Berthelinella incluye a las siguientes especies:
- Berthelinella hermi
- Berthelinella paradoxa
- Berthelinella perplexa
- Berthelinella rhaetica